# サンデースコープ
サンデースコープは、BS-TBSで2010年3月28日から2011年3月27日まで放送されていた生放送の報道番組。開始時の番組名称は「NEWS サンデー・スコープ JNN」。

## 概要
2010年に開局10周年を迎えたBS-TBSが、民放のBSの放送局として、日本BS放送に次いで2局目の報道部を立ち上げるとともに、4月期改編で新設した番組である。番組の源流は「報道のTBS」の名を不動のものとした「JNNニュースコープ」から。ただ、番組開始当初のサブキャスターだった小島慶子がわずか3ヶ月で降板し（2010年6月をもってTBSを退社）、後任に岡村仁美が就任した。それに伴い番組が若干リニューアルされ、タイトルが「NEWSサンデー・スコープ JNN」から「NEWS」「JNN」そして中点が取れた「サンデースコープ」となった。
番組は「原点回帰」をコンセプトに「次世代にメディアは何を伝えるべきか」を主眼に置いていると言われる。各界の著名人に聞く「忘れられないひと言」（詳細はコーナー参照）は、その主眼を取り込んだ企画と言える。
初回のトップニュースは、中国湖北省の農村で、貧しさから自らの血液を売って現金収入を得、生活している実態を伝えた独自ネタであった。
2010年7月11日は、杉尾がTBSの24時間ニュース専門チャンネル「TBSニュースバード」の第22回参議院選挙開票特番に出演するため、BS-TBSでも本来、この番組を放送している時間帯のみ「ニュースバード」の開票特番がサイマル放送された。
なお、生放送ではあるものの、スポーツに関する話題は一切報じられなかった。
番組内で使用される見出し・項目用テロップは、かつて放送されていた『総力報道!THE NEWS』を彷彿とさせるデザイン・配色となっている。ただし、ストレートニュースでは『JNNニュース』に準拠したテロップがそのまま使われている。

### 発展的解消へ
2011年4月2日より番組を21:00開始に移動すると共に、土曜日にも進出。
土曜版は事実上「旧」サンデースコープを移譲したもので、『NEWS21 サタデースコープ』と称して杉尾がメインキャスターを務める。日曜版は経済情報を主体とした『NEWS21 サンデースコープ経済版』にリニューアルし、石塚がメインキャスターを務める。岡村は両番組のサブキャスターとして出演する。

## 出演者
メインキャスター
- 杉尾秀哉（TBSテレビ報道局解説・専門記者室長）

サブキャスター
- 小島慶子（当時・TBSアナウンサー、2010年3月28日 - 2010年6月27日）
- 岡村仁美（TBSアナウンサー、2010年7月4日 - ）

番組ご意見番（メインコメンテーター）
- 石塚元章（CBC論説委員、元JNNウイーン支局長）

記者（リポーター）
- 伊東真理 （元OBSアナウンサー・記者、ナレーター兼任）

## コーナー
コーナーは変動することもある。
- お天気カメラの映像をバックにオープニングCG→挨拶「今晩は『サンデースコープ』です。きょうの特集は～～についてお伝えします。午後8時○○分ごろです。ではきょう日曜日に入ってきた（あるいは「日曜日の」）ニュースからお伝えします。」と言って最初のニュースを伝える。
- ストレートニュース

ニュースによっては解説などが盛り込まれることもある。
- 経済リポート

石塚が経済に関する話題を解説する。
- 列島3000キロ

JNNに加盟している地方局の取材によるニュースコーナー。基本的にJNN加盟局からのレポートになるが、一部JNN加盟局からのレポートであってもBS-TBSが受け持つこともある。なお、JNNの加盟局がない地域（基本的に広域放送に該当する地域を除く）はBS-TBSが受け持つ。画面右上のテロップには、見出しと地域、受け持った放送局のロゴが表示されている。
- 天気予報
- 特集

不定期に2本立て（社会問題と時事問題）で行われることがある。テーマによっては専門家・政治家・企業の代表者などをゲストに招き討論を行うこともある。
- 企画（リポート）

サブキャスターの岡村と記者の伊東が自ら取材し伝えるもの。
- 忘れられない一言

各界の著名人が生きてきた半生において、喜怒哀楽などその人の節目で言われた「ひと言」を本人が視聴者に向けてメッセージとして送る。次世代を担う若者達へのメッセージでもあるといわれる。主に50代以上の人が送っているが、まれに若年層（最年少は当時19歳の浅田真央）からのメッセージが放送されることもある。
- 今週の予定
- 「では、きょうの『サンデースコープ』この辺で失礼します。また来週お目にかかります。失礼します」（若干ニュアンスが変わる場合もある）と言ったあと、お天気カメラの映像をバックに、エンドクレジット→提供クレジットで番組終了。

## スタッフ
- 制作協力

TBSテレビ、中部日本放送、JNN系列各社、エフエフ東放（初回の放送では合併前のため旧社名の「エフ・アンド・エフ」と表示された）
- 製作著作

BS-TBS

## 使用楽曲
- オープニング

『ある夕食のテーブル』（サウンドトラック、2010年3月28日 - 6月27日）
『Blue Water』（アイソトニック・サウンド・シリーズ「Water ～水～」収録曲、2010年7月4日 - ）
- 天気予報

ザ・ビートルズ『ヘイ・ジュード』（ピアノによるインストゥルメンタル）
なお、『ヘイ・ジュード』は、週末深夜の｢JNNニュース｣（第2期最末期）内で全国天気のBGMにも使用されていた。
- エンディング

今井美樹『陽のあたる場所から』（アルバム「corridor」収録曲）

## 備考
- 杉尾のメインキャスター就任は『JNNニュースの森』に出演していた2004年9月以来、およそ5年半ぶりのことである。その当時、石塚は『ニュースの森』を内包したCBCのローカルワイド番組『ユーガッタ!CBC』のメインキャスターを担当していた。
- 野球やサッカー、ゴルフなどスポーツ中継（録画も含む）が番組の放送時間帯に行われる際、放送時間が21:00ないしは22:00に変更される。
- 番組はTBS社屋内にあるEスタジオから放送している。